# Peter Hidien
Peter Hidien (Coblenza, 14 novembre 1953) è un ex calciatore tedesco, di ruolo difensore.

## Carriera
La carriera di Hidien si racchiude tutta nel decennio 1972-1982. Difensore di alta statura, disputò 10 stagioni con la maglia dell'Amburgo, sommando 214 gare e 9 reti in Bundesliga e raggiungendo, nella sua ultima apparizione in competizioni ufficiali, una sfortunata finale nella Coppa UEFA 1981-1982, quando la sua squadra fu sconfitta dal Göteborg con uno 0-4 totale tra andata e ritorno. Hidien entrò in campo a sostituire Manfred Kaltz nella finale di ritorno, quando già il risultato era compromesso. Dopo quella partita, a soli 29 anni non ancora compiuti, optò per il ritiro dal calcio professionistico, andando a militare in squadre dilettantistiche nei suoi ultimi anni di attività agonistica.
Nella sua carriera non vestì mai la casacca della sua Nazionale.

## Palmarès

### Club

#### Competizioni nazionali
Campionato tedesco: 2 
Amburgo: 1978-1979, 1981-1982
 Coppa di Germania: 1 
Amburgo: 1975-1976

#### Competizioni internazionali
Coppa delle Coppe: 1 
Amburgo: 1976-1977